# Рогозина Гора
Рогозина Гора — деревня в Бежаницком районе Псковской области. Входит в сельское поселение Бежаницкое.
Расположена в лесистой местности на Бежаницкой возвышенности в 20 км к югу от рабочего посёлка Бежаницы. В 1 км к югу от деревни протекает река Рубеженка (приток Локни).

## Население
| 2001 | 2002 | 2010 |
| ---- | ---- | ---- |
| 2    | →2   | ↘1   |